# جيلون نيكرسون
جيلون نيكرسون (بالإنجليزية: Gaylon Nickerson)‏ مواليد 5 فبراير 1969 في أوسيولا، هو لاعب كرة سلة أمريكي معتزل. بدأ مسيرته الاحترافية في سنة 1994. تم اختياره من قبل فريق أتلانتا هوكس خلال الدرافت. يبلغ طوله 6 قدم 3 بوصة (1.9 م). اعتزل اللعب في 2003.

## المسيرة الاحترافية
لعب مع غلطة سراي لكرة السلة في الدوري التركي في موسم 1994–1995، ثم لعب مع سان أنطونيو سبرز في موسم 1996–1997، ثم لعب مع واشنطن ويزاردز في سنة 1997، ثم لعب مع فيرتوس روما في الدوري الإيطالي في سنة 1997، ثم لعب مع نادي قصرش لكرة السلة في الدوري الإسباني في موسم 1997–1998، ثم لعب مع نادي بلد الوليد لكرة السلة من سنة 1998 إلى 2000.

## روابط خارجية
- جيلون نيكرسون على موقع إن بي أي (الإنجليزية)
- جيلون نيكرسون على موقع سبورتس رفرنس (الإنجليزية)
- جيلون نيكرسون على موقع الدوري الإسباني لكرة السلة (الإسبانية)
- جيلون نيكرسون على موقع كرة السلة الأوروبية.كوم (الإنجليزية)
- جيلون نيكرسون على موقع كلية كرة السلة في سبورتس رفرنس.كوم (الإنجليزية)
- جيلون نيكرسون على موقع ريلجم (الإنجليزية)
- جيلون نيكرسون على موقع بروبوليرز (الإنجليزية)
- جيلون نيكرسون على موقع سبورتس رفرنس (الإنجليزية)